# Laban (Mojolaban)
Laban is een bestuurslaag in het regentschap Sukoharjo van de provincie Midden-Java, Indonesië. Laban telt 5129 inwoners (volkstelling 2010).